# Jamaica International Invitational
Jamaica International Invitational – mityng lekkoatletyczny rozgrywany na Jamajce w mieście Kingston. Zawody te rozgrywane są na stadionie Independence Park, który jest obiektem narodowym, mogącym pomieścić 35 000 osób. Zawody wchodzą w skład World Challenge Meetings, które organizowane są od 2010 roku.

## Rekordy mityngu[3].

### Mężczyźni
| Konkurencja        | Rekord  | Zawodnik           | Kraj              | Data        |
| ------------------ | ------- | ------------------ | ----------------- | ----------- |
| 100 m              | 9.76    | Usain Bolt         | Jamajka           | 3 maja 2008 |
| 200 m              | 19.56   | Usain Bolt         | Jamajka           | 1 maja 2010 |
| 400 m              | 44.66   | LaShawn Merritt    | Stany Zjednoczone | 2005        |
| 800 m              | 1:45.67 | Khadevis Robinson  | Stany Zjednoczone | 4 maja 2009 |
| 1500 m             | 3:35.92 | Aman Wote          | Etiopia           | 5 maja 2012 |
| 110 m przez płotki | 13.19   | Hansle Parchment   | Jamajka           | 5 maja 2012 |
| 400 m przez płotki | 47.79   | Kerron Clement     | Stany Zjednoczone | 2 maja 2008 |
| 3000 m przeszkody  | 8:34.17 | Ben Bruce          | Stany Zjednoczone | 5 maja 2012 |
| Skok wzwyż         | 2.27 m  | Donald Thomas      | Bahamy            | 5 maja 2012 |
| Trójskok           | 16.80   | Samyr Lainé        | Haiti             | 7 maja 2011 |
| Pchnięcie kulą     | 21.50 m | Christian Cantwell | Stany Zjednoczone | 1 maja 2010 |

### Kobiety
| Konkurencja        | Rekord  | Zawodnik             | Kraj              | Data        |
| ------------------ | ------- | -------------------- | ----------------- | ----------- |
| 100 m              | 10.81   | Carmelita Jeter      | Stany Zjednoczone | 5 maja 2012 |
| 200 m              | 22.14   | Sherone Simpson      | Jamajka           | 2006        |
| 400 m              | 49.89   | Sanya Richards       | Stany Zjednoczone | 2006        |
| 800 m              | 1:58.41 | Kenia Sinclair       | Jamajka           | 7 maja 2011 |
| 1500 m             | 4:12.09 | Hilary Stellingwerff | Kanada            | 5 maja 2012 |
| 100 m przez płotki | 12.50   | Gail Devers          | Stany Zjednoczone | 2004        |
| 400 m przez płotki | 54.20   | Lashinda Demus       | Stany Zjednoczone | 2006        |
| Skok wzwyż         | 2.00 m  | Chaunté Howard-Lowe  | Stany Zjednoczone | 1 maja 2010 |
| Skok w dal         | 6.61 m  | Brittney Reese       | Stany Zjednoczone | 4 maja 2009 |
| Skok w dal         | 6.61 m  | Chaunté Howard-Lowe  | Stany Zjednoczone | 1 maja 2010 |
| Trójskok           | 14.34 m | Trecia-Kaye Smith    | Jamajka           | 2006        |
| Pchnięcie kulą     | 19.22 m | Michelle Carter      | Stany Zjednoczone | 5 maja 2012 |